# Cash (Arkansas)
Cash è un comune degli Stati Uniti d'America, situato in Arkansas, nella contea di Craighead.